# Купріянівка (Запорізький район)
Купріяні́вка — село в Україні, Матвіївській сільській громаді Запорізького району Запорізької області. До 2020 року — адміністративний центр Купріянівської сільської ради. Населення 447 осіб (станом на 2024 рік).

## Географія
Село Купріянівка розташоване на березі річки Мокра Московка, вище за течією примикає село Мала Купріянівка, нижче за течією — село Бекарівка (за 2 км).
Відстань до міста Вільнянськ та найближчої залізничної станції — 11 км, до обласного центру — 36 км.
Площа села — 296 га, налічується 163 домогосподарств. 

## Історія
Село утворилося приблизно в 40 роках ХІХ століття, що підтверджують записи в метричних книгах Іллінської церкви села Наталівка, де записували відомості про народження, шлюби та смерті жителів сіл Наталівської волості, до якої також належало село Купріянівка. Точної дати утворення не зафіксовано. Найраніші згадки датуються 1846 роком. У метричних книгах за цей рік є 4 згадки про село: 16 квітня – запис про смерть Мірошниченка Гаврила Васильовича; 17 квітня – запис про смерть Пинюшкиної Євдокії Матвіївни; 7 липня – запис про народження сина Панкратія в родині Кадушки Юхима Андрійовича та його дружини Євдокії Артемівни;14 грудня – запис про народження сина Павла в родині Бебешка Кузьми Івановича та його дружини Стефаниди Петрівни. 
Перша назва села - Григорівка, що походить від імені тодішнього власника купріянівських земель генерал-майора Григорія Васильовича Яковлєва. Це підтверджується воєнно-топографічними картами Російської імперії 1846–1863 рр., над якими працювали Ф. Шуберт і П. Тучков, а також записами ревізьких казок. Григорій Яковлєв володів маєтностями села до 1857 року, після чого продав їх графу Вітольду Кипріяновичу Крейцу. З 1857 року й до тепер село має назву Купріянівка, однак певний час вживалася паралельна назва Крейцерове. Найімовірніше офіційна назва села (Купріянівка) утворилася від імені батька Вітольда Крейца Кипріяна, а паралельна назва (Крейцерове) від прізвища родини власника земель. Першими жителями села стали селяни із сусіднього села Протопопівка, яких до того в 30-х та 40-х рр. ХІХ століття перевели з сіл Улянівка та Іванівка Павлоградського повіту Катеринославської губернії (серед них такі прізвища: Мачула, Дем’яненко, Гейко, Орел, Погребниченко, Ілющенко, Дяченко, Марченко, Мірошниченко), а також селяни з Полтавської губернії (зокрема сіл Прилуцького повіту - сучасного Прилуцького району Чернігівської області), яких придбав Григорій Яковлєв у 1850 році (серед них такі прізвища: Сіренко, Розиненко, Ковтун, Коваль, Бабич, Каюта, Архипенко, Оробець, Корсун, Вовк, Приходько). 

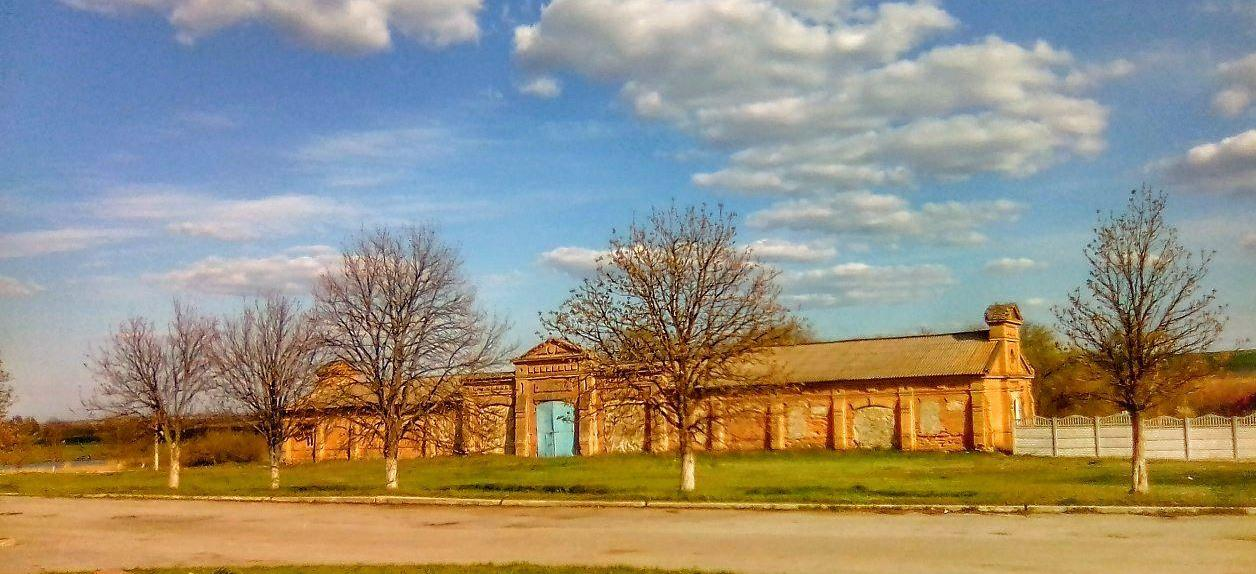
Менонітська будівля в селі Купріянівка Запорізької області (світлина 2019 року)

Село населяли переважно українці, однак також тут довгий час жили й німецькі меноніти, які побудували велику кількість споруд для поміщицького маєтку, деякі з яких збереглися й до сьогодні. 

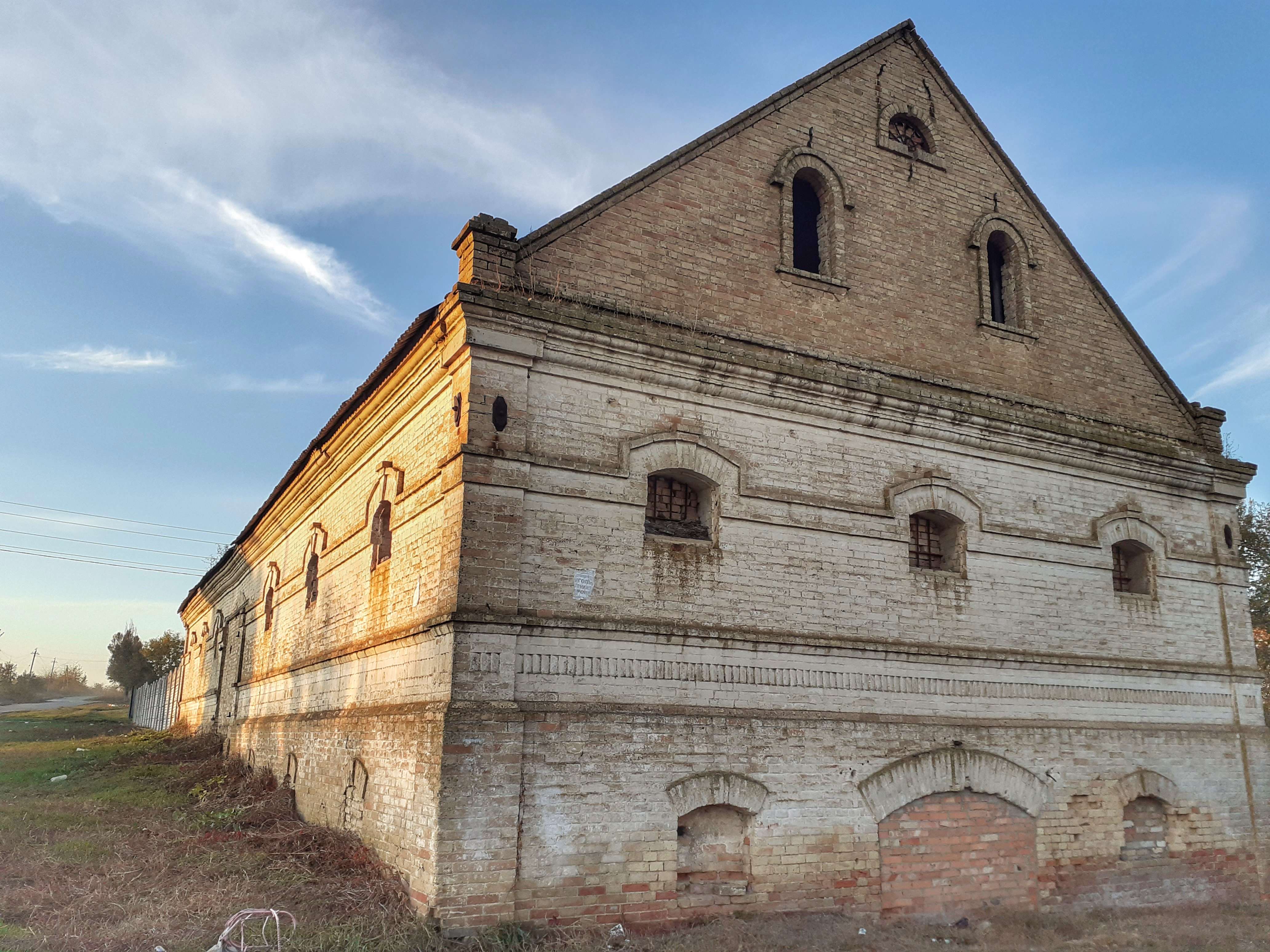
Менонітська будівля в селі Купріянівка Запорізької області (світлина 2019 року)

Кількість населення Купріянівки від часів свого заснування постійно змінювалася. У ревізькій казці за 1850 рік зафіксовано такі прізвища: Мірошниченко (він же Куций), Шупаренко, Дворниченко, Красноносенко (він же Кобилка), Дяченко, Соляненко, Рибальченко, Курінний, Козієнко, Заворуєв, Рибальченко, Лук’янов, Пенюшкин, Фрошин, Кривошеїн, Сурнаков, Данилов, Кунаєв, Погребниченко, Ілющенко, Орел, Гойко, Марченко, Мачула, Дем’яненко. Усього на 1850 рік у селі налічувалося 30 родин. У ревізькій казці за 1857 рік зафіксовано такі прізвища: Мірошниченко, Дворниченко, Кобилка, Дяченко, Рибальченко, Соляненко, Заворуєв, Козієнко, Лук’янов, Фрошин, Климов, Данилов, Кунаєв, Погребниченко, Орел, Гойко, Марченко, Мачула, Розененко, Ковтун, Коваль, Бабич, Каюта, Корсун, Вовк, Приходько. Усього на 1857 рік у селі налічувалося 44 родини.Нащадки багатьох родин досі мешкають у селі Купріянівка. Варто зауважити, що з плином часу прізвища могли змінюватися: наприклад, прізвище Козієнко стало Козій, Погребниченко - Погрібняк, Заворуєв - Завоюра, Дворниченко - Дворняк тощо. Тобто прізвища мали декілька варіантів. 
Наприкінці ХІХ століття власниками деяких земель села (у тому числі й поміщицького маєтку) були Михайло, Анна та Віра Захар’їни, Валентина Малишева, Генріх Яків Гайнріхс (від прізвища якого утворилася народна назва села - Гендрусівка). Ім'я Захар'їних згадується в негативному контексті в одній легенді, що побутує серед селян Купріянівки. Легенда оповідає, що пані Захаришівна (народний варіант прізвища) була гулящою і «непутьовою» та програла село під час гри в карти (за іншою версією вона виміняла село на породистих собак). 
За записами фондів земельних банків Одеського архіву відомо, що в 1899 році в Купріянівці були сади, хутір, двори селян, поміщицький двір, лісові насадження та цегельний завод. Життя селян Купріянівки було та залишається постійно переплетене з життям людей сусідніх сіл та хуторів, зокрема з хуторами Андріївським та Риківським, які згодом стали одним селом, що зараз має назву Мала Купріянівка, з селами Михайлівка та Богданівка (Богодарівка), що сьогодні має назву Троянди, а також з селами Бекарівка, Наталівка, Костянтинівським хутором (не зберігся до наших днів) та ін. 
У 1917 році село увійшло до складу Української Народної Республіки.
Внаслідок поразки Перших визвольних змагань село тривалий час було окуповане більшовицькими загарбниками.
У період 1924-1928 рр. в селі діяла Дитяча трудова сільськогосподарська колонія Українського товариства Червоного Хреста.
Під час совєтської окупації в селі відбувалася примусова колективізація, частину селян Купріянівки було розкуркулено, відбувалися репресії. У 1932—1933 селяни пережили сталінський геноцид - Голодомор. Відомо, що село було внесено на чорну дошку. Також селяни пережили Голодомор 1946—1947 рр.
Унаслідок примусової колективізації на території Купріянівської сільської ради було утворено колгоспи "Колос", "Надія" та "Перемога". Згодом, 9 лютого 1951 року, їх об'єднали в колгосп ім. Молотова (названий на честь організатора масових репресій, зокрема Голодомору в УРСР), який 5 жовтня 1957 року було перейменовано на колгосп "40 років Жовтня".
Велика кількість селян Купріянівки під час Другої світової війни були воїнами Червоної армії. 111 полеглих на війні (переважна більшість із них — купріянівці) було поховано в братській могилі, що знаходиться в центрі села. Також в могилі поховано 7 невідомих воїнів. Дата захоронення: 2 вересня 1943 року. 
З 24 серпня 1991 року село у складі Незалежної України.
12 червня 2020 року, відповідно до розпорядження Кабінету Міністрів України № 713-р «Про визначення адміністративних центрів та затвердження територій територіальних громад Запорізької області», село у складі Матвіївської сільської громади.
17 липня 2020 року, в результаті адміністративно-територіальної реформи та ліквідації Вільнянського району, село увійшло до складу Запорізького району.
7 грудня 2022 року, вночі, російські окупанти підступно обстріляли село Купріянівку. Внаслідок атаки окупантів ракетою С-300 по житловому сектору, два будинки були вщент зруйновані й не підлягають відновленню, ще 12 будинків суттєво пошкоджені. Отримали поранення троє мешканців, одна людина від госпіталізації відмовилась, двох доправили до лікувальних закладів, серед них — 15 річна дівчина.
12 липня 2023 року в селі Купріянівка відбулося освячення Каплиці Святих апостолів Петра та Павла.

## Інфраструктура
- Школа: Купріянівська філія ОЗО Матвіївського ЗНВК "Всесвіт" МСР
- Будинок культури та бібліотека[3]
- Каплиця Святих апостолів Петра та Павла
- Дитячі майданчики
- Футбольне поле
- ПП Агрофірма «Прогрес».

## Пам'ятки
У центрі села знаходиться братська могила 118 воїнів Червоної армії (із них 7 невідомих) та пам'ятник полеглим односельцям під час Другої світової війни, які поховані в братській могилі.